# Wzmacniacz transkrypcji
Wzmacniacz transkrypcji, enhancer, sekwencja wzmacniająca – krótka (od 50 do 1500 par zasad) sekwencja w DNA eukariontów, wspomagająca i regulująca transkrypcję informacji genetycznej, zlokalizowana w dużej odległości od regulowanego promotora genu (zwykle około 1 miliona par zasad), w kierunku zgodnym z transkrypcją lub przeciwnym. 
Wzmacniacze mogą być ułożone w dowolnej orientacji w stosunku do regulowanego promotora, zarówno w „cis” (na tej samej cząsteczce DNA), jak i „trans” (na innej cząsteczce DNA) . Do sekwencji tych przyłączają się białka transkrypcyjne, które bezpośrednio oddziałują na transkrypcję oddalonego genu. Odkryte początkowo u eukariontów, występują też u prokariontów. W przeciwieństwie do wyciszaczy, powodują wzrost wydajności transkrypcji genu. Nie są specyficzne względem promotorów. Jednym z pierwszych, lepiej zbadanych układów aktywacji transkrypcji ze wzmacniaczami był układ aktywacji transkrypcji genu syntetazy glutaminy (glnA) u Salmonella typhimurium: w odległości -140 i -108 bp od transkrybowanej sekwencji znajdują się sekwencje wiążące białko NtrC-P, będące aktywatorem kompleksu polimeraza RNA-promotor.